# CODEN
CODEN ist ein sechsstelliger, alphanumerischer bibliographischer Code, der eine schnelle und eindeutige Identifikation eines Serientitels oder einer nichtseriellen Publikation aus allen Fachbereichen erlaubt. CODEN wird vor allem in der wissenschaftlich-technischen oder chemischen Literatur zum eindeutigen Zitieren und in vielen Katalogen zur Zeitschriften-Recherche verwendet.

## Geschichte
Der CODEN ist ein von Charles Bishop als Gedächtnishilfe aus den Anfangsbuchstaben der Einzelwörter eines Serientitels erdachter und von ihm verwendeter Buchstabencode, um die für seine Arbeit verwendeten Publikationen aus Zeitschriften ordnen und schneller auffinden zu können. In die 1953 veröffentlichte, ursprünglich vierstellige Variante des CODEN fügte er die Zahl des Bandes und die Seitenzahl an, um einen Artikel in einer Zeitschrift genau zu zitieren. Eine Variation dazu wurde 1957 von ihm veröffentlicht.
Nachdem Bishop etwa 4000 CODEN vergeben hatte, wurde das vierstellige CODEN-System ab 1961 von L. E. Kuentzel unter der Regie der American Society for Testing Materials (ASTM) weitergeführt und dann auf fünf Stellen erweitert. Der CODEN war im beginnenden Zeitalter des Computers als ein maschinenlesbares Identifikationssystem für Serien gedacht. In mehreren Ausgabe der seit 1963 von ASTM herausgegebenen „CODEN for Periodical Titles“ waren bis Ende 1974 etwa 128.000 CODEN verzeichnet.
Obwohl man bereits ab 1966 erkannt hatte, dass ein fünfstelliger CODEN nicht ausreichen würde, um auch in Zukunft alle Serientitel damit versehen zu können, wurde der CODEN in der Normenschrift (ASTM Standard E250) bis 1972 noch fünfstellig definiert. Erst mit der im Jahr 1976 herausgegebenen Norm (ASTM Standard E250-76) wurde der CODEN sechsstellig.
Mit Beginn des Jahres 1975 wurde das CODEN System in der Verantwortung der American Chemical Society weitergeführt.

## Heutige Form
In der heute sechsstelligen Form des CODEN setzen sich die ersten vier Stellen nach wie vor aus den Anfangsbuchstaben der Einzelwörter eines Serientitels zusammen, gefolgt von einem fünften Buchstaben, der aus den ersten sechs Buchstaben (A–F) des Alphabets besteht und das Gitterfeld angibt, aus dem der CODEN entnommen wurde. Die sechste und letzte Stelle des CODEN ist eine maschinell errechenbare Prüfstelle der voranstehenden Stellen, die entweder numerisch (2–9) oder alphabetisch (A–Z) besetzt ist. Der CODEN nutzt immer Großbuchstaben.
Im Unterschied dazu sind die ersten beiden Stellen eines CODEN für eine nichtserielle Publikation (z. B. eine Konferenzschrift), mit je einer arabischen Ziffer besetzt. Die dritte und vierte Stelle wiederum ist mit einem Buchstaben besetzt. Die fünfte und sechste Stelle entsprechen in ihrer Bedeutung denen eines Serien-CODEN, mit dem Unterschied, dass die fünfte Stelle alle Buchstaben des Alphabets umfassen kann.
Die ersten beiden Stellen eines CODEN für Patentschriften bezeichnen das Land, in dessen Sprache das Patent verfasst und in dessen Bereich es gültig ist. Die dritte und vierte Stelle ist immer mit einem X besetzt. Die beiden letzten Stellen sind wie die eines Serien-CODEN besetzt.
CODEN werden vom beim Chemical Abstracts Service (CAS) angesiedelten International CODEN Service für alle in CAS referierten Publikationen automatisch vergeben. Auf Anforderung von Verlagen vergibt der International CODEN Service auch CODEN für Publikationen ohne Bezug zu chemischen Themen. Man findet aus diesem Grund CODEN auch in anderen Datenbanken (wie z. B. RTECS, BIOSIS) und für Serien oder Zeitschriften aus Fachgebieten, die in CAS selbst nicht referiert werden.
Die bis ca. 1966 vergebenen CODEN lassen sich aus dem zweibändigen Werk „CODEN for periodical titles“ von L. E. Kuentzel nachschlagen. Die bis 1974 vergebenen CODEN lassen sich in dem mehrbändigen Werk von J. G. Blumenthal recherchieren. Bis 1998 vergebene CODEN und deren Auflösung lassen sich sehr gut aus dem „International CODEN Directory“ (ISSN 0364-3670), seit 1980 als Microfiche-Ausgabe herausgegeben, ermitteln.
Zur Ermittlung von aktuellen CODEN eignet sich die Online-Datenbank von CASSI („Chemical Abstracts Service Source Index“).
Die gedruckte Ausgabe von CASSI als Serienwerk (ISSN 0738-6222, CODEN CASSE2) oder als Collective Index (0001-0634, CODEN CASSI6) wurde zum 31. Dezember 2009 eingestellt. Nur die CD-ROM-Ausgabe (ISSN 1081-1990, CODEN CACDFE) ist weiterhin erhältlich. CASSI verzeichnet neben CODEN, ISSN, ISBN auch den korrekten Abkürzungstitel einer Publikation und den Herausgeber.

## Beispiele
- Nature hat den CODEN »NATUAS«.
- Technology Review hat den CODEN »TEREAU«
- Der Monographie „Proceedings of the International Conference on Food Factors, Chemistry and Cancer Prevention“ ISBN 4-431-70196-6 ist der CODEN »66HYAL« zugeordnet.
- Der Konferenzschrift „Recent Advances in Natural Products Research, 3rd International Symposium on Recent Advances in Natural Products Research“ ist der CODEN »69ACLK« zugeordnet.
- Patentschriften aus Deutschland (jedoch keine Deutschen Reichspatentschriften) werden unter dem CODEN »GWXXBX« geführt.
- Für US-amerikanische Patentschriften wird der CODEN »USXXDP« verwendet.